# Округ Скајлер (Илиноис)
Округ Скајлер (енгл. Schuyler County) је округ у америчкој савезној држави Илиноис.

## Демографија
По попису из 2010. године број становника је 7.544, што је 355 (4,9%) становника више него 2000. године.
| Група             | 2000.         | 2010.         |
| Белци             | 7.090 (98,6%) | 7.163 (94,9%) |
| Афроамериканци    | 16 (0,2%)     | 243 (3,2%)    |
| Азијати           | 8 (0,1%)      | 9 (0,1%)      |
| Хиспаноамериканци | 39 (0,5%)     | 90 (1,2%)     |
| Укупно            | 7.189         | 7.544         |